# Anthony Lozano
Anthony Rubén Lozano Colón (Yoro, 25 april 1993) is een voetballer uit Honduras die doorgaans als aanvaller speelt. Hij verruilde Girona FC in augustus 2020 voor Cádiz CF, dat hem het seizoen ervoor al huurde. Lozano debuteerde in 2011 in het Hondurees voetbalelftal. In 2016 nam hij met het Hondurees olympisch elftal deel aan de Olympische Spelen.
1 Gil ·
2 Zaldúa ·
3 Fali ·
4 Alcaraz ·
5 Chust ·
6 San Emeterio ·
7 Sobrino ·
8 Á. Fernández  ·
9 Martí ·
10 Ocampo ·
11 Recio ·
12 Kouamé ·
13 Caro ·
14 Kovačević ·
15 Mwepu ·
16 Ramos ·
17 Escalante ·
18 Matos ·
19 De la Rosa ·
20 Carcelén ·
21 Alarcón ·
22 Ontiveros ·
23 C. Fernandéz ·
24 Glauder ·
25 Melendo ·
33 Cabrera ·
Coach: Garitano